# Йоана Вебер
Йоана Вебер (* 8 август 1910 в Дюселдорф; † 24 октомври 2014 в Евшот, Хампшир) е германско-британска математичка, която е участвала в развитието на аеродинамиката на самолета Конкорд.

## Биография
Йоана Вебер произхожда от скромно семейство. Нейният баща, имигрант от Валония, загива, сражавайки се на страната на Германия, през първата година на Първата световна война. Вебер посещава манастирско училище и започва своето следване по химия и математика в Кьолнския университет. След една година продължава образованието си в Гьотингенския университет, голяма част от чийто научен персонал е бил погубен от нацистите след 1933 г. След полагане на финалните изпити започва работа в германската военна индустрия, в предприятие на Фридрих Круп като балистик.
От 1939 г. работи като математичка в Гьотингенския институт за аеродинамика. От тогава датира и съвместната ѝ работа с Диетрих Кюхеман, който е работел в института от 1936 г. Докато Kюхеман изнася резултатите от изследванията в университета и в публичното пространство, Вебер предпочита лабораторната работа.
След края на войната първо Кюхеман получава от Британските окупационни войски позиция в Кралското въздушно звено във Фарнбороу. Вебер го последва през 1947. Тя получава британско гражданство през 1953 г. Двамата първо се занимават с развитието на бомбардировача Хандлей Пейдж Виктор и проектират неговите крила. През 1953 г. излиза и тяхната съвместна книга Аеродинамика на движещите сили. Вебер повлиява и върху главния труд на Кюхеман Аеродинамичният дизайн на самолети, който излиза след смъртта му.
През 1956 г. са причислени към британско-френския екип, работещ по разработката на свръхзвуков пътнически самолет. Този самолет извършва първия си полет през 1969 г. под името Конкорд. Вебер и Кюхеман разработват математическата основа за формата и характеристиките на самолета.
От 1953 г. Вебер живее като съседка на Кюхеман в Реклешам. Последните си години прекарва в дом за възрастни хора в околностите на Евшот, където умира през 2014 г.